# HD 217477
HD 217477，又名BD+30 4859，SAO 72924、HR 8753，是一颗恒星，视星等为6.6，位于銀經96.64，銀緯-26.07，其B1900.0坐标为赤經22h 55m 56.1s，赤緯+30° -26.07′ 46″。